# Andreas Vollenweider

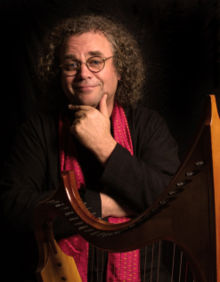
Andreas Vollenweider 2004.

Andreas Vollenweider, född 4 oktober 1953 i Zürich, är en schweizisk kompositör och musiker med elförstärkt harpa som huvudinstrument. Hans musik har omväxlande beskrivits som new age, världsmusik, jazz och klassisk.
Vollenweider har bland annat samarbetat musikaliskt med Bobby McFerrin, Carly Simon, Djivan Gasparyan, Luciano Pavarotti, Ladysmith Black Mambazo, Carlos Núñez, Ray Anderson, Janne Schaffer och Milton Nascimento.

## Diskografi
- 1981 – Behind the Gardens
- 1983 – Caverna Magica
- 1984 – White Winds (Seeker’s Journey)
- 1986 – Down to the Moon
- 1989 – Dancing with the Lion
- 1990 – Traumgarten, med Hans Vollenweider
- 1991 – Book of Roses
- 1993 – Eolian Minstrel
- 1997 – Kryptos
- 1999 – Cosmopoly
- 2004 – Vox
- 2006 – Midnight Clear, med Carly Simon